# 毛伏褶菌
毛伏褶菌，亞歐與北美，屬口蘑科一種，色通常為污黑色。另外，該種野菇也是木棲腐生的小型菇類。